# Geschichte der Binnenschifffahrt

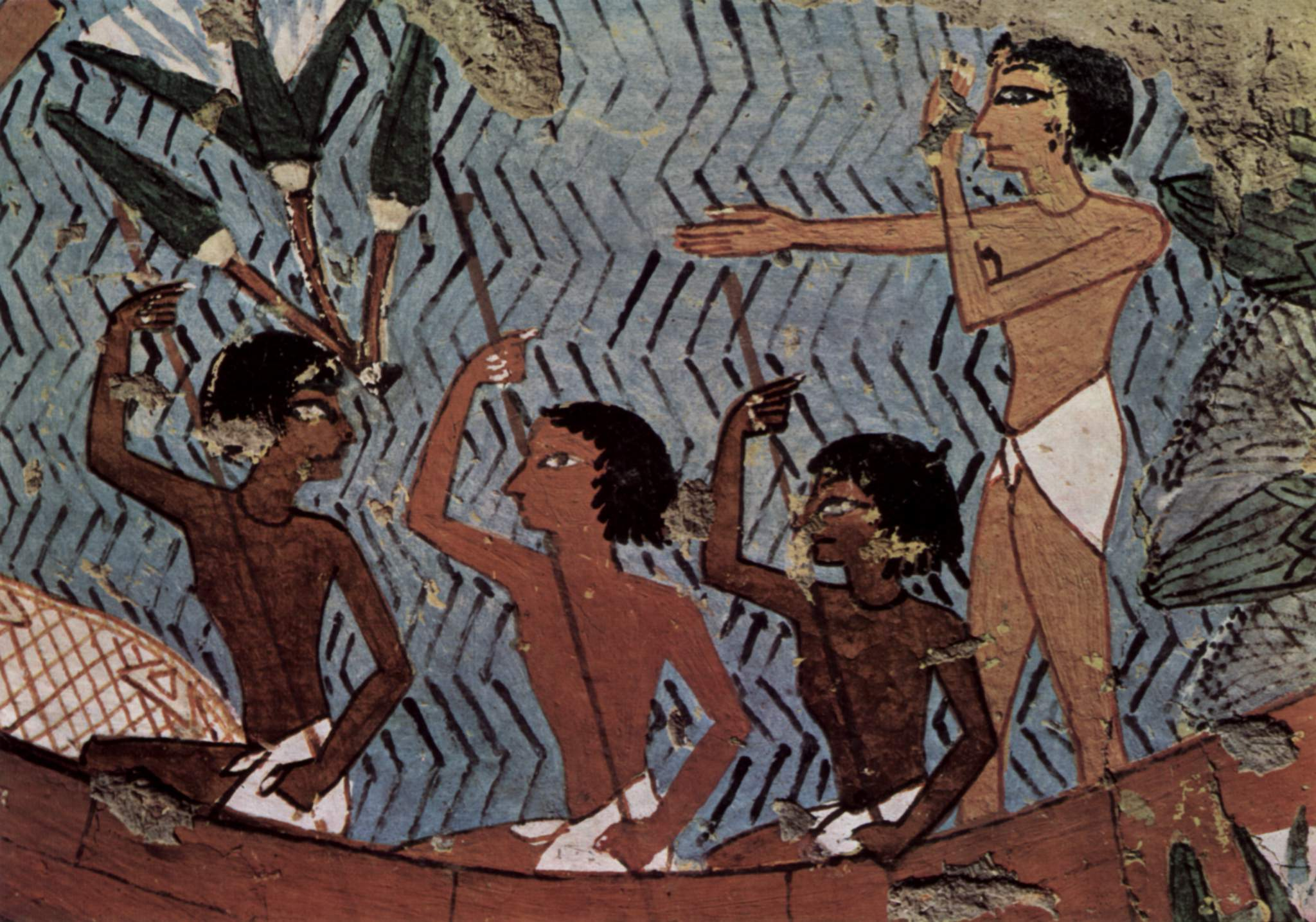
Maler der Grabkammer des Ipi: Fischer mit Boot, um 1298–1235 v. Chr.

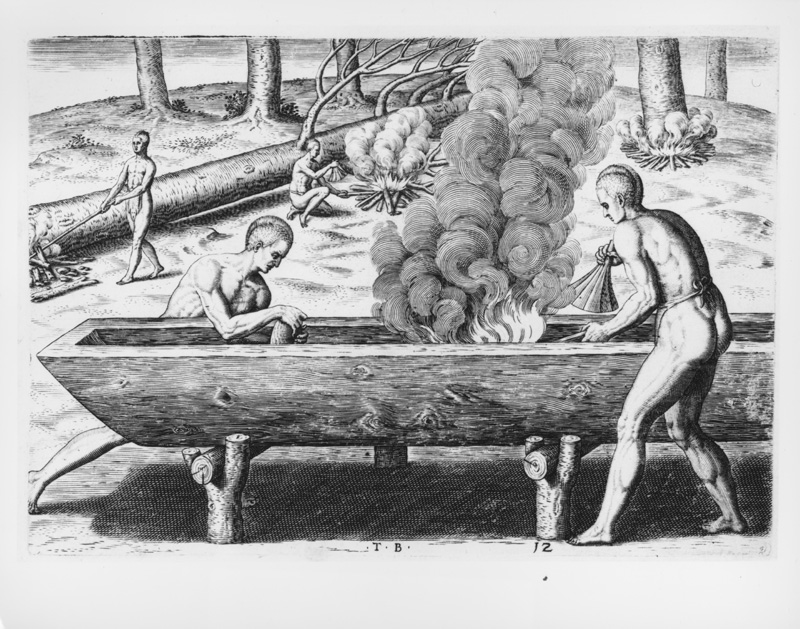
Theodor de Bry: Indianer bei der Einbaumherstellung

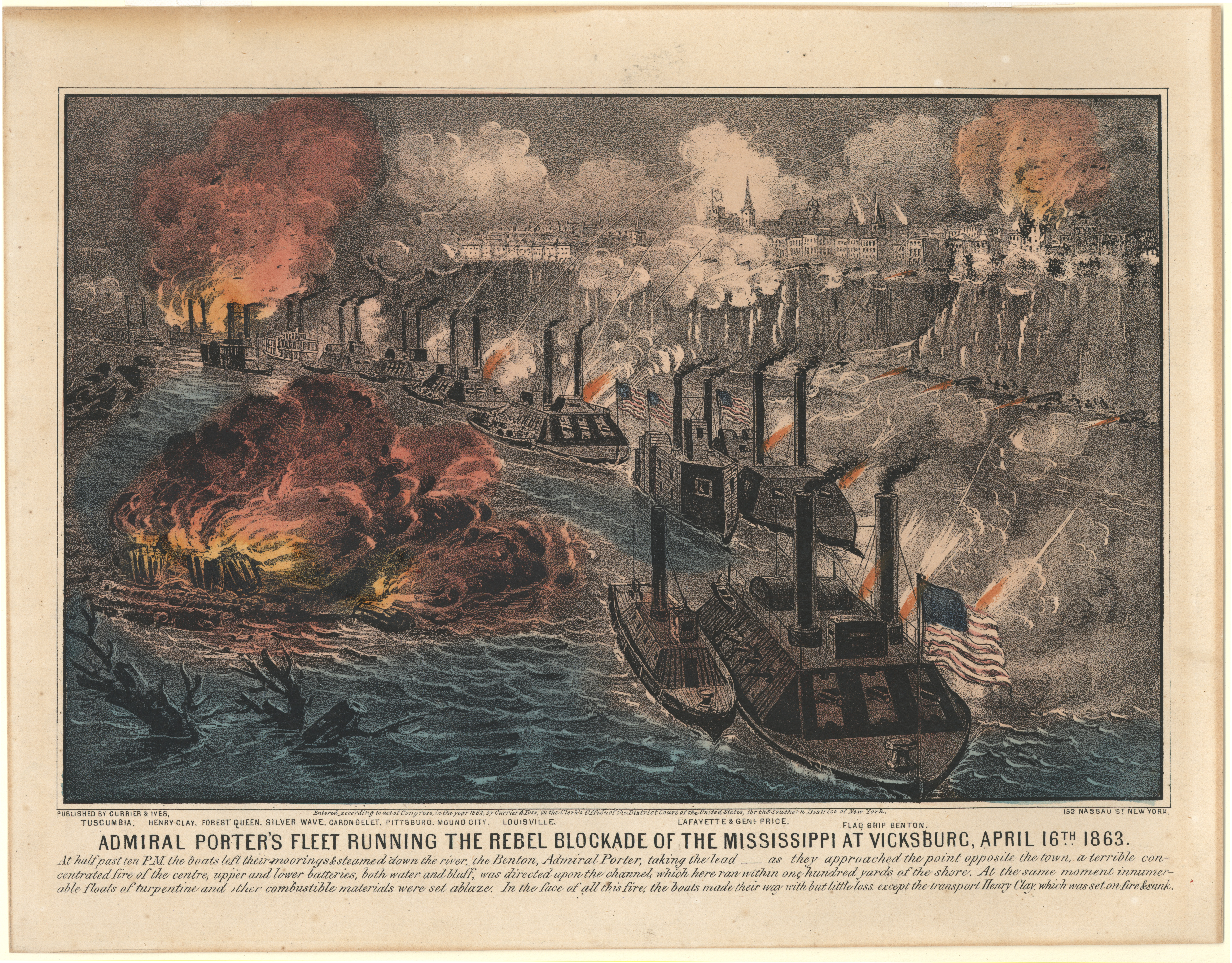
Lithographie: Mississippi-Flottille während der Schlacht um Vicksburg 1863

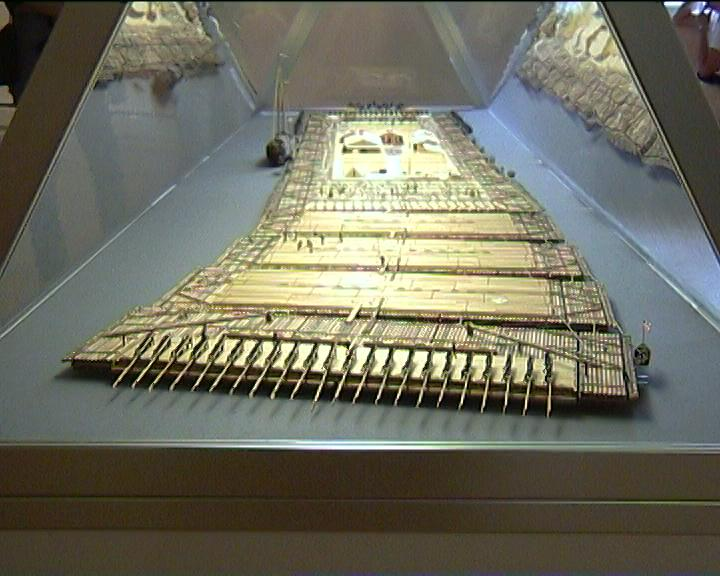
Holländerfloß auf dem Rhein, Modell

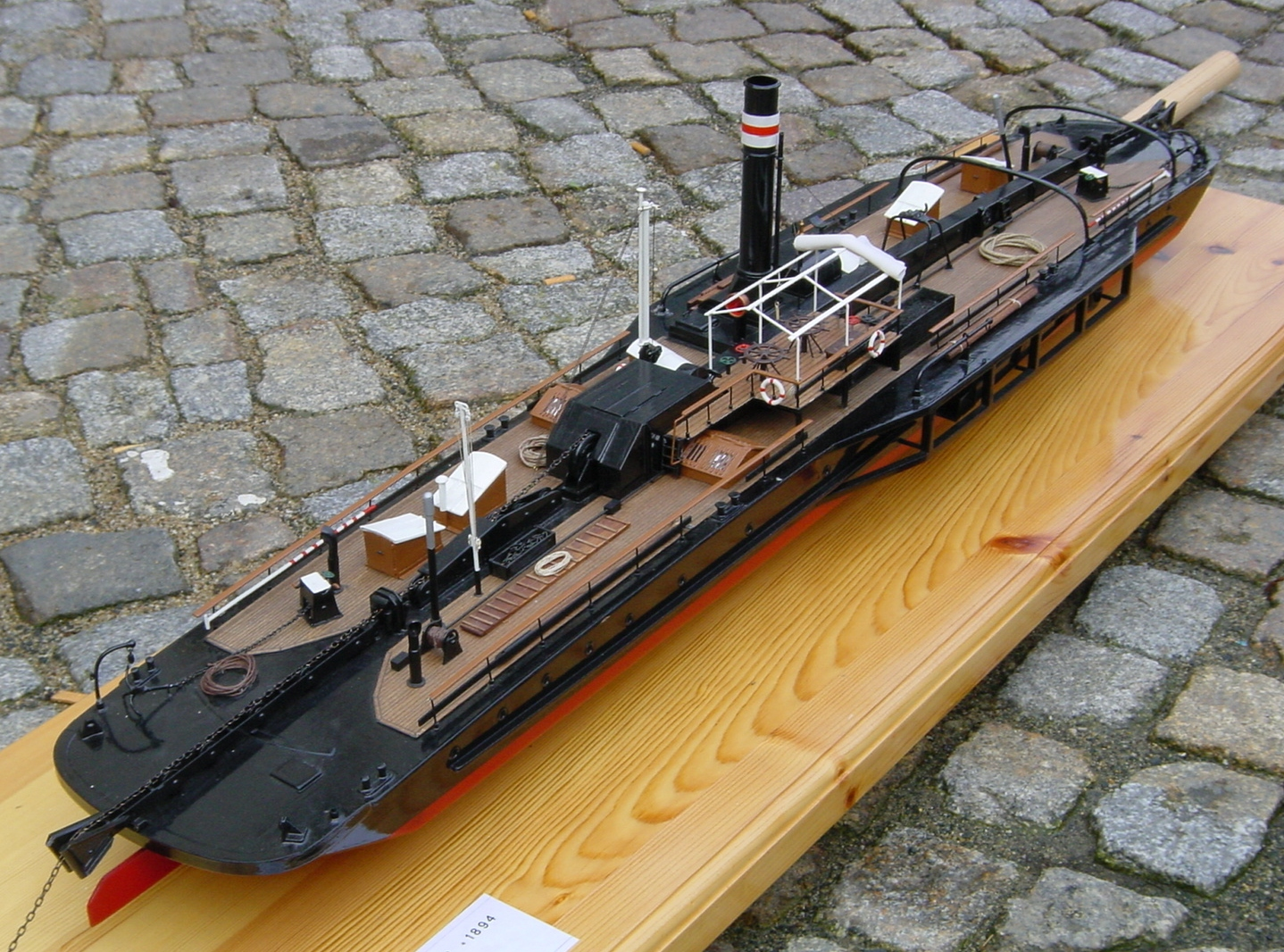
Modell Kettenschiff Gustav Zeuner

Die Geschichte der Binnenschifffahrt umfasst die Entwicklung Schifffahrt auf Binnengewässern und Binnenwasserstraßen von der Urgeschichte bis zur Gegenwart. Bereits für 20.000 v. Chr. lassen sich Überreste von Fischfanggerät in den Binnengewässern nachweisen. Binnenfischerei mit Fischerbooten und Transport mit Frachtschiffen auf Binnengewässern machten den Hauptanteil der Binnenschifffahrt aus.

## Flößerei
Zunächst wurden Flöße und Einbäume eingesetzt. Um das Jahr 50 v. Chr. wird der Transport von Menschen und Gütern auf dem Rhein mit Flößen erwähnt. Die Blütezeit der Flößerei war das 17. Jahrhundert. Damals wurden große Mengen Holz nach Holland transportiert. Die sogenannten Holländerflöße waren bis zu 500 m lang, 70 m breit und hatten bis zu 2,40 m Tiefgang. Sie bestanden aus fünf Lagen Holz. Das Floß bestand aus einem Feststück, das mit mehreren Kniestücken flexibel verbunden war. Die Besatzung, die bis zu 500 Personen zählte, war in Hütten an Bord untergebracht und wurde dort auch verpflegt. Ab 1860 wurden kleine Dampfschlepper zur Kurshaltung eingesetzt, und so verringerte sich die Besatzung auf ca. 25 Personen. Das letzte gewerbliche Floß auf dem Rhein fuhr 1968.

## Weidlinge

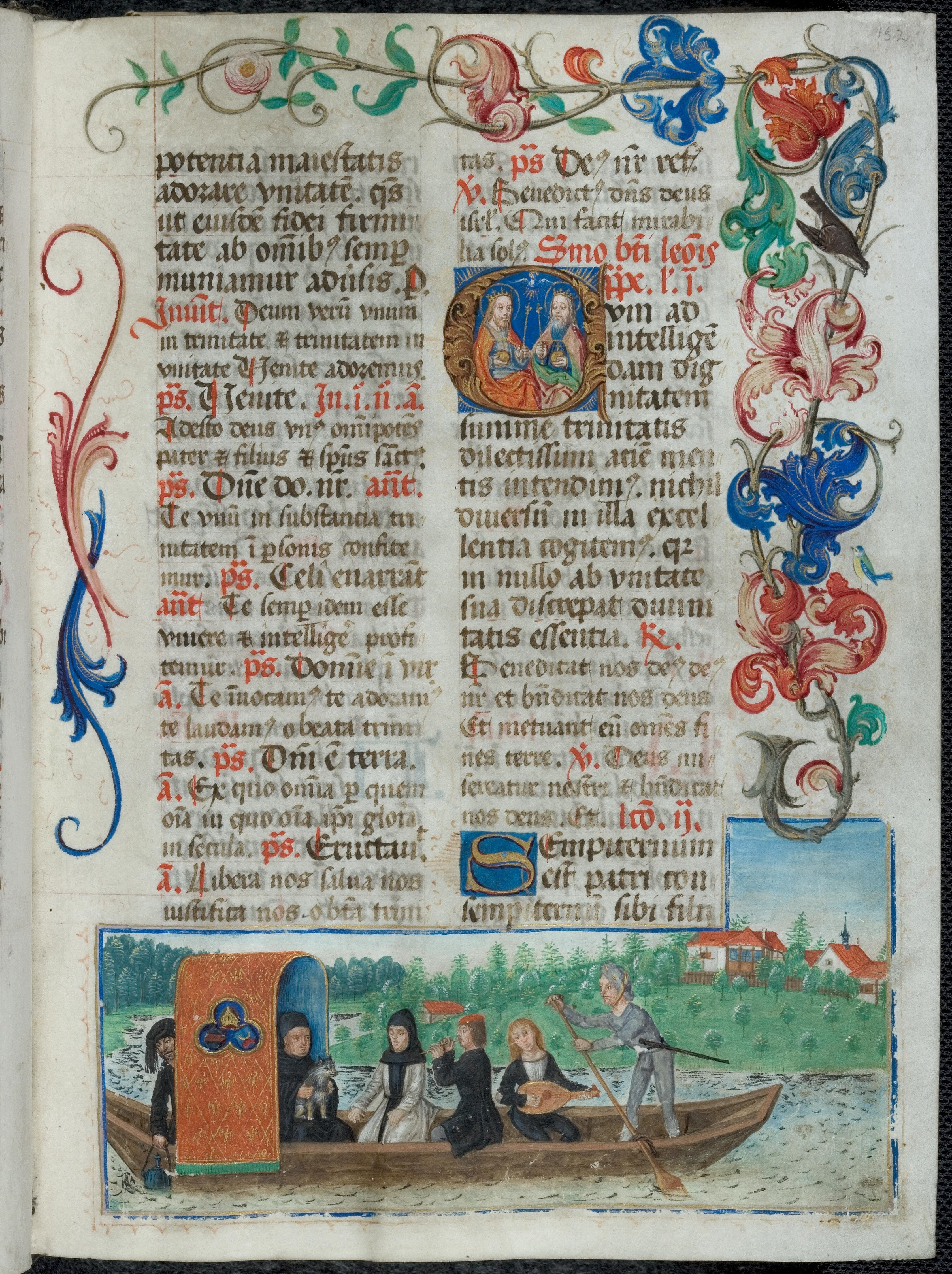
Darstellung einer Bootsfahrt von Mönchen und Musikern des Klosters Salem in einem Weidling auf dem Bodensee (Salemer Abtsbrevier, 1494/1495, Signatur: Universitätsbibliothek Heidelberg, Cod. Sal. IXd, Fol. 152^{r})

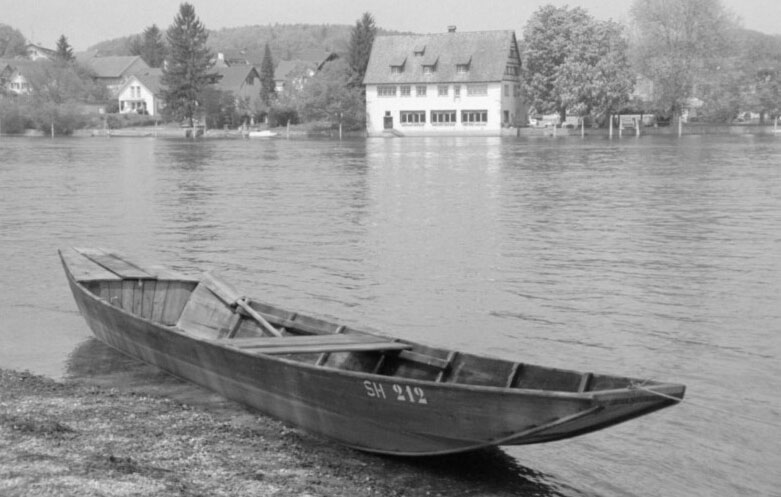
Weidling aus Holz bei Schaaren (TG), Schaffhausen (CH); im Hintergrund die Alte Rheinmühle von Büsingen (Juni 2000)

Neben Flößen kamen im Lauf der Zeit eine Vielzahl von Boots- bzw. Schiffstypen zum Waren- bzw. Personentransport zum Einsatz,   als Beispiel kann der Weidling genannt werden; mit solchen Flachbooten wurden z. B. auf den Schweizer Flüssen Aare, Reuss, Limmat, Thur und Rhein schon vor Jahrhunderten auch schwere Lasten transportiert; in entsprechenden Aufzeichnungen findet sich der Begriff erstmals im 14. Jahrhundert. Für 1790 sind z. B. auf dem Weg von Koblenz AG nach Brugg 2.142 Weidlinge dokumentiert, beladen mit im Schnitt sechs Fässern Salz, einer Gesamtladung von gut zwei Tonnen entsprechend – sie wurde jeweils von ca. drei Männern transportiert. Unter den Transportgütern über die Flüsse wurden auch Kälber geschifft, ebenso Getreide, Eisen, Tabak, Baumwolle, Bergkristalle und vieles mehr.

## Treidelschifffahrt
Traditionell wurden Boote und Kähne durch Segel, Ruder, Staken oder Treideln (Bomätschen) fortbewegt. Seit der Erfindung der Dampfmaschine Ende des 18. Jahrhunderts wurden diese Techniken zurückgedrängt. Ab 1850 deutete sich der Niedergang der Treidelschifffahrt an. Eine Ausnahme bildete der Teltowkanal. Dort wurden nach seiner Eröffnung 1906 bis zum Jahr 1945 die Lastkähne von elektrischen Treidellokomotiven gezogen.

## Tauerei und Kettenschifffahrt
Bevor Schaufelraddampfer und Schraubendampfer technologisch ausgereift waren, wurde auf Elbe, Main und Neckar Kettenschifffahrt betrieben, bei der eine in der Fahrrinne verlegte Kette von Dampfmaschinen über und durch das Schiff gezogen wurde.
Von 1873 bis 1904 waren am Niederrhein zwischen Emmerich und Duisburg, Duisburg und Oberkassel und Oberkassel bis Bingen Seilschlepper, auch „Tauer“ oder „Hexe“ genannt, eingesetzt. Diese zogen sich an einem 43 mm starken Seil, das in der Fahrrinne verankert war, zu Berg. Bei gleicher Schleppleistung benötigten sie 25 % weniger Kraft als ein Dampfschlepper und nur 10 anstatt 16 Mann Besatzung.
1873 benötigte die Tauer I 16 Stunden mit sieben Lastkähnen und 2.700 Tonnen Ladung von Emmerich nach Duisburg.
Da zu dieser Zeit die Schifffahrt immer mehr zunahm und die Seilschiffe nicht ausweichen konnten, wurde diese Transportart 1904 eingestellt.
In Frankreich ist heute noch ein Kettenschleppschiff auf dem Canal de Saint-Quentin im Betrieb. Es ist 25 m lang, 5 m breit und hat 1 m Tiefgang. Angetrieben wird es von einem 600-Volt-Elektromotor. Das Kettenschiff kann bis zu 32 Penichen durch den 5,67 km langen Riquevaltunnel ziehen. Die Geschwindigkeit beträgt 2,5 km/h. Die im Kanal verlegte Kette ist 8 Kilometer lang und wiegt 96 Tonnen.
Das Kettenschiff wird eingesetzt, weil die Penichen wegen mangelnder Entlüftung des Tunnels nicht mit eigener Motorkraft hindurchfahren dürfen.
- Siehe auch: Seilschifffahrt auf dem Rhein

## Dampfschifffahrt

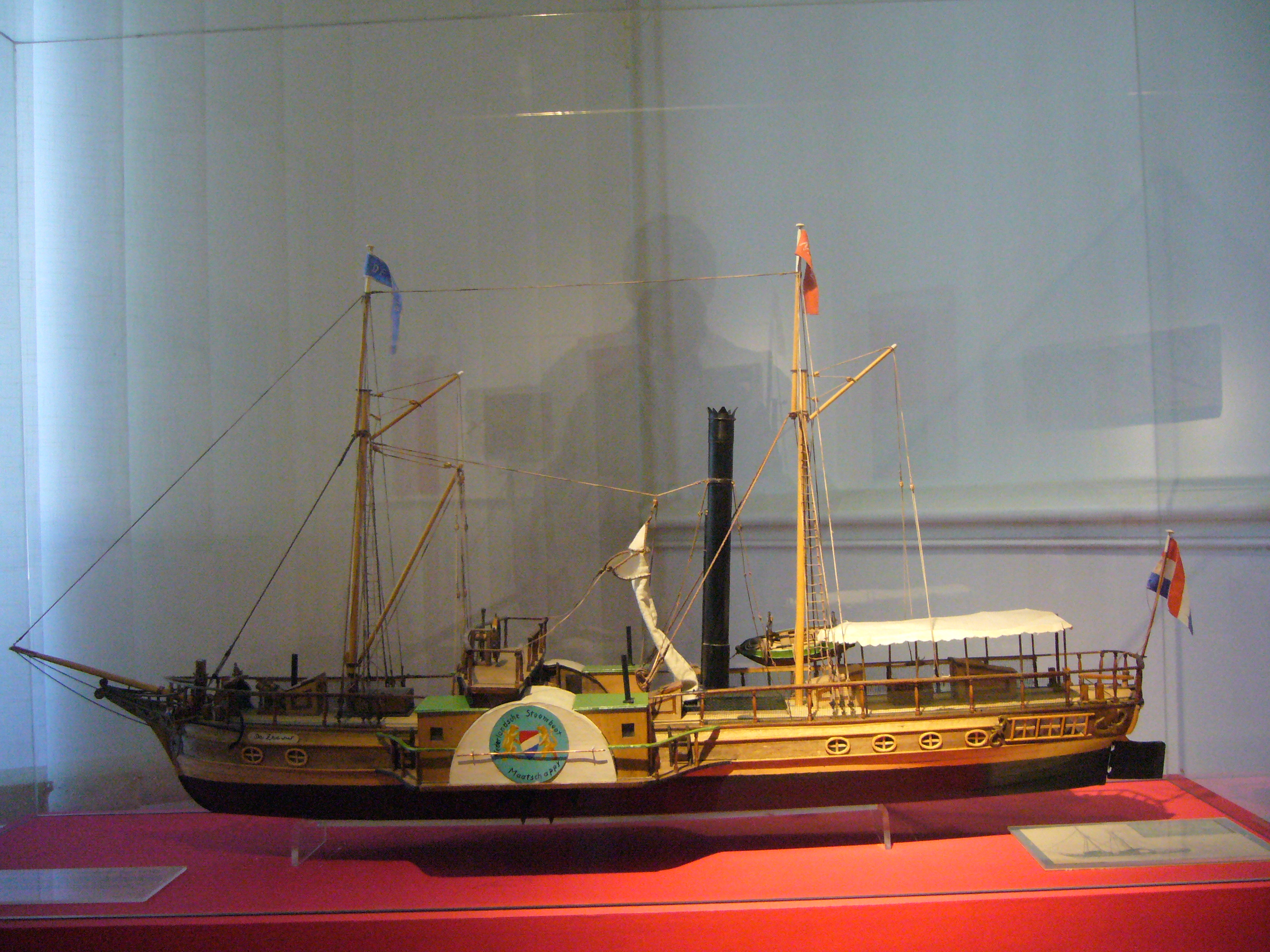
Modell der De Zeeuw, eines der ersten Dampfschiffe auf dem Rhein

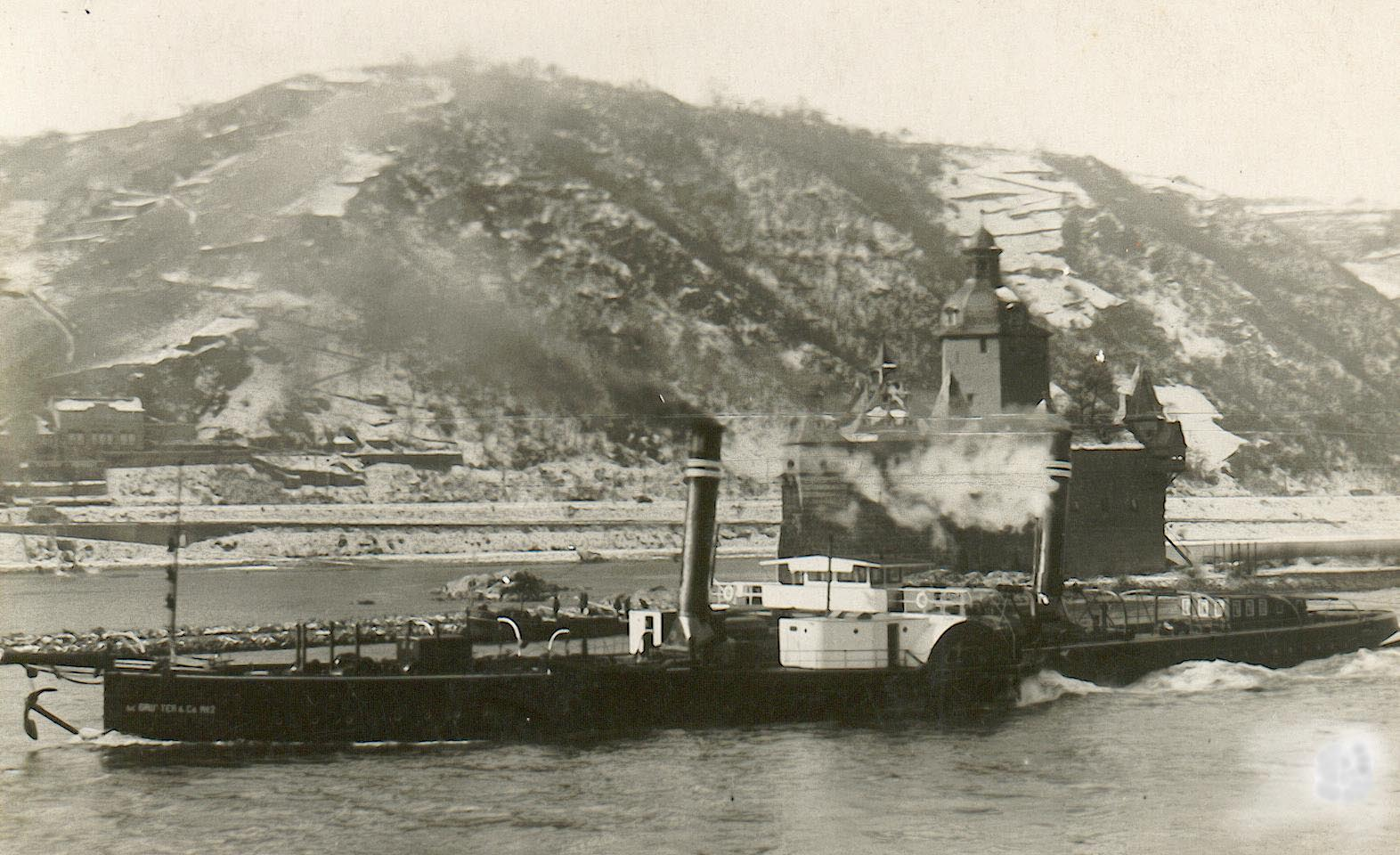
Dampfradschlepper

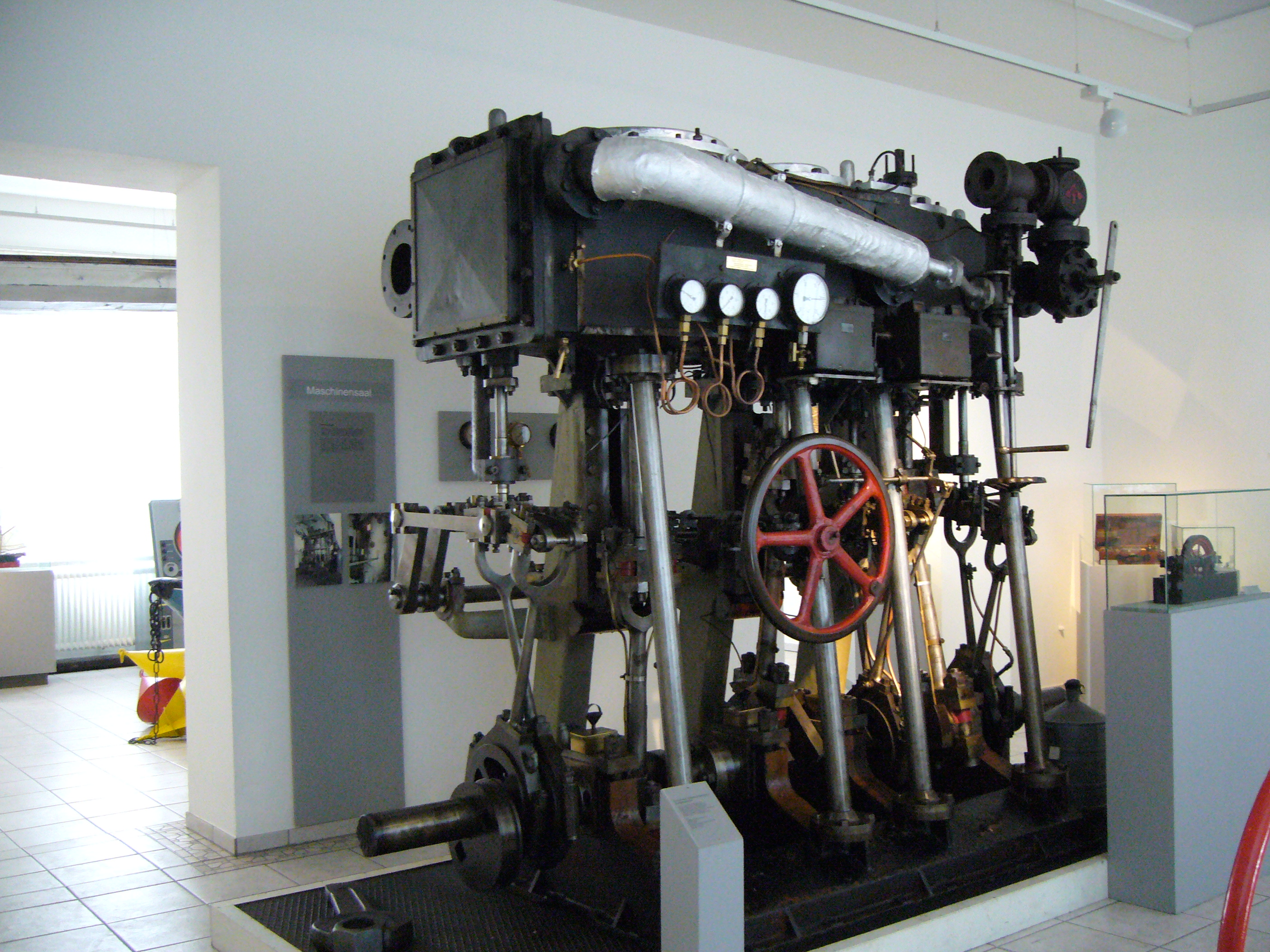
3-fach-Expansions-Dampfmaschine aus einem Rheinschlepper, Rhein-Museum Koblenz

Am 12. Juni 1816 fuhr als erstes Dampfschiff die englische The Defiance bis nach Köln. Im Jahr 1824 fuhr das Dampfschiff De Zeeuw mit einer Antriebsleistung von 50 PS bis nach Kaub. 1827 begann mit der Concordia der erste Liniendienst auf dem Rhein. 1829 zog der erste Raddampfschlepper auf dem Rhein, Herkules, bis zu sechs Segelschiffe mit je 125 Tonnen Ladung. Bereits 1836 fuhren täglich Dampfschiffe ab Koblenz in Richtung Straßburg und nach Rotterdam. Um 1880 wurde der erste Schraubenschlepper eingesetzt. Alle anderen Schlepper waren Seitenradschlepper. Von den bis 1929 gebauten 170 Räderbooten waren 1935 noch 135 in Fahrt. 1970 verabschiedete sich der letzte Dampfschlepper vom Rhein. Seitenradschlepper bestimmten bis in die 1960er-Jahre hinein die Frachtschifffahrt auf dem Rhein. Sie zogen bis zu zehn Schleppkähne ohne eigenen Antrieb. Danach wurde zur Schubschifffahrt übergegangen.

## Motorschifffahrt

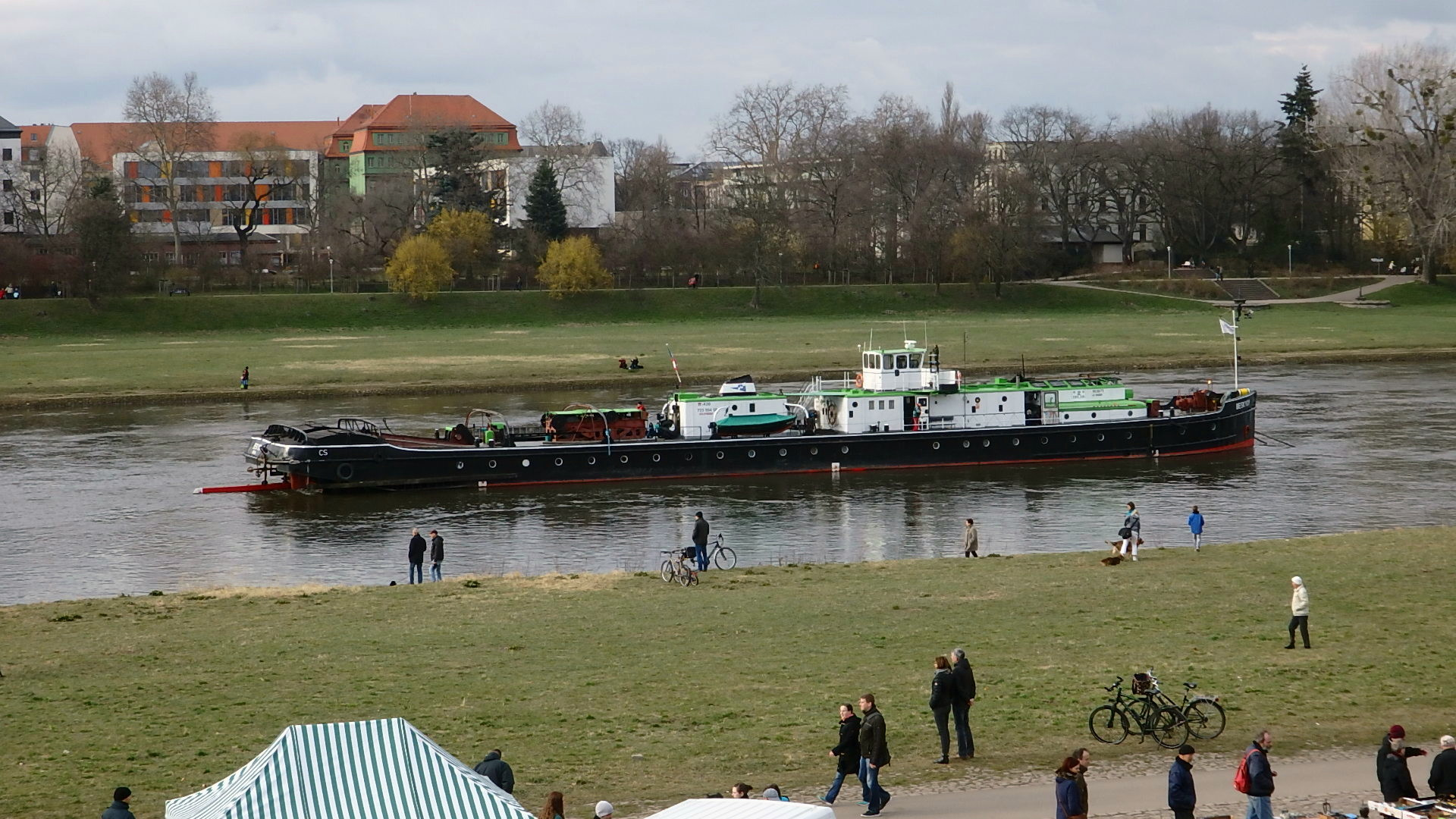
Der letzte Heckradschlepper Beskydy auf der Elbe in Dresden – 2016

1910 wurde der erste Dieselmotor in ein Binnenschiff eingebaut. Diese Antriebsart setzte sich immer mehr durch. Die Dampfschlepper wurden durch Dieselschleppboote ersetzt, die eine Leistung von bis zu 4000 PS hatten. Die stärksten Schlepper waren die Boote Uri, Schwyz und Unterwalden. Diese verschwanden aber mit der Einführung der Schubschifffahrt. Auf der Elbe fährt heute (2016) noch der letzte, unter Denkmalschutz stehende Heckradschlepper Beskydy.

### Gütermotorschifffahrt
Am Neckar wurden nach der Kanalisierung des Flusses, an der die Reederei Ludwig und Jakob Götz beteiligt war, die ersten Motorschiffe auf ebenso durch die Reederei Götz in Dienst gestellt. Am 25. März 1925 lief das MS Gebrüder Götz bei der Schiffswerft Anderssen vom Stapel. Es war das erste motorisierte Güterschiff am Neckar und gehörte zur Flotte der damaligen Ludwig und Jakob Götz oHG. Die Motorleistung der Gebrüder Götz betrug anfänglich 18 PS bei einer Tragfähigkeit von 271 Tonnen. Bereits im Jahr 1926 wurde die Motorisierung der Gebrüder Götz auf 60 PS aufgestockt. Es folgten von 1928 bis 1932 die Motorgüterschiffe Einigkeit, Neckarperle sowie Glück-Auf in die Schiffsflotte der Reederei Ludwig und Jakob Götz.

### Tankschifffahrt
Die Tankschifffahrt hat ihren Ursprung in der Reederei Fendel, die ihren Anfang im Jahre 1875 als Partikulierbetrieb nimmt. Bereits 1887 war die Flotte des Schifffahrtsunternehmens Fendel auf vier Schiffe angewachsen, die Tankschiffe des von Joseph Conrad Fendel gegründeten Unternehmens transportierten jährlich 50.000 Barrel Petroleum von den Mündungshäfen des Rheins nach Mannheim. Fendel ließ das erste Schiff zum Binnentankschiff umbauen, indem er einzelne Tanks in eines seiner Binnenschiffe mit Namen Carolina einsetzen ließ. Da Fendel zuerst vollkommen konkurrenzlos geblieben war, stellte Joseph Conrad Fendel in den Jahren 1890 bis 1891 die ersten rein für die Tankschifffahrt auf Flüssen konzipierten Schiffe deutschlandweit in Dienst. 1894 erfolgte die offizielle Eintragung des Partikulierbetriebs als Reederei Gebrüder Fendel. Die nun neu gebildete zehn Tankschiffe starke Reederei Fendel war Begründerin der Tankschifffahrt auf deutschen Binnengewässern.

### Passagierschifffahrt
Außerdem entwickelte sich auf dem Neckar die Passagierschifffahrt in den 1920er Jahren mit eigenen motorisierten Schiffstypen für den Personenverkehr, nachdem der Fluss zur Großschifffahrtsstraße ausgebaut wurde. Zu den ersten reinen Fahrgastreedereien am Neckar zählte die Personenschiffahrt Gebr. Bossler in Neckarsteinach und Heidelberg, die im Jahre 1926 gegründet wurde.

## Binnenschifffahrt heute
Seit den 1950er-Jahren hat sich vieles in der Binnenschifffahrt verändert. Die großen Schleppzüge verschwanden, dafür kamen die Schubverbände, die mit weniger Personal kostengünstiger sind als die Schleppzüge. Ein Schubverband mit vier Leichtern transportiert bis zu 12.000 Tonnen. Im Laufe der Jahre wurden die Schiffe immer größer; heute verkehren Rheinschiffe bis zu 135 Metern Länge und 17,5 Metern Breite und über 6.000 Tonnen Tragfähigkeit. Die nautische Ausrüstung der heutigen Schiffe ist vergleichbar mit der von Seeschiffen. Radar, GPS, elektronische Karten, Schiffsfunk und Autopilot sind bei Neubauten heute Standard. Der Joystick hat das Steuerrad ersetzt, die Motoren wurden kleiner, stärker und umweltfreundlicher mit Abgasreinigung und Rußfiltern.
Mit der Einführung der Container in den 1970er-Jahren hat sich ein weiterer Wandel in der Binnenschifffahrt vollzogen. Zuerst wurden die Container mit herkömmlichen Schiffen transportiert. Mittlerweile werden spezielle Containerschiffe eingesetzt, die bis zu 500 Container laden können. Der Containerdienst fährt nach festen Fahrplänen. Weitere Spezialschiffe wie Autotransporter, Gastanker, Doppelhüllenschiffe für den Transport gefährlicher Güter oder RoRo-Schiffe werden eingesetzt. In den Niederlanden werden immer wieder Schiffe für spezielle Anforderungen entwickelt, so zum Beispiel ein Schiff zum Transport palettierter Waren mit automatischem Be- und Entladesystem. Es gibt Schiffe zum Transport von Zucker, Mehl und anderen staubförmigen Gütern, Containerschiffe mit eigenem Bordkran, Binnenschiffe aus Verbundwerkstoffen, Fahrgastschiffe mit Hybridantrieb und Rundfahrtboote mit Brennstoffzellen. Es werden neue Antriebskonzepte wie Z-Antrieb, Wasserstrahlantrieb oder, wie bei dem neu entwickelten Futura-Tanker TMS Till Deymann der Harener Reederei Deymann, vier Ruderpropeller eingebaut.
In der Fahrgastschifffahrt werden verstärkt Flusskreuzfahrtschiffe eingesetzt. Die neueste Entwicklung ist der TwinCruiser, bei dem Antriebs- und Fahrgastschiff getrennt sind. Dadurch erreicht man eine geringere Beeinträchtigung der Fahrgäste durch Lärm und Vibrationen. Als Tagesausflugsschiffen werden auch Katamarane eingesetzt. Der größte ist 2024 die RheinMagie der Köln-Düsseldorfer Deutsche Rheinschiffahrt.